# C++程式語言 (書)
《C++程式語言》是第一本介紹C++的書籍，作者是「C++之父」比雅尼·斯特劳斯特鲁普（Bjarne Stroustrup），他是此程式語言的設計者。第一版《C++程式語言》於1985年推出。
由於沒有官方標準，這本書成為了實質標準，引領C++不斷發展。1998年，C++才有第一個國際標準 ISO/IEC 14882:1998: Programming Language C++ 。隨着C++標準化和新函式庫（Library）的出現，本書亦推出了新版本，介紹C++的改變和新功能，以及更正一些誤排。

## 歷史
第1版《C++程式語言》於1985年推出。隨着C++發展，第2版於1991年推出，介紹C++的改變。
1997年6月30日，推出了第3版《C++程式語言》。2000年2月11日，推出了特別版“The C++ Programming Language:  Special Edition”，是第3版《C++程式語言》加上兩個附錄。這兩本書均經過多次更正誤排及重印。C++ Solutions（ISBN 0-201-30965-3）則包括第3版《C++程式語言》一些練習的答案。
2013年5月19日，推出了第4版，主要介紹C++11。